# Амнонкур
Амнонку́р (фр. Amenoncourt) — коммуна во французском департаменте Мёрт и Мозель региона Лотарингия. Относится к кантону Бламон.	

## География
Амнонкур расположен в 45 км к востоку от Нанси. Соседние коммуны:  Аврикур и Инье на северо-востоке, Отрепьер на юге, Гондрексон на юго-западе, Лентре на западе.

## Демография
Население коммуны на 2010 год составляло 90 человек.
| 1962 | 1968 | 1975 | 1982 | 1990 | 1999 | 2010 |
| ---- | ---- | ---- | ---- | ---- | ---- | ---- |
| 112  | 123  | 97   | 84   | 91   | 96   | 90   |

## Достопримечательности
На территории коммуны обнаружены остатки галло-романской культуры. В коммуне находится церковь XVIII века с куполами в романском стиле, приалтарная пристройка XV века.